# Американсько-радянські відносини

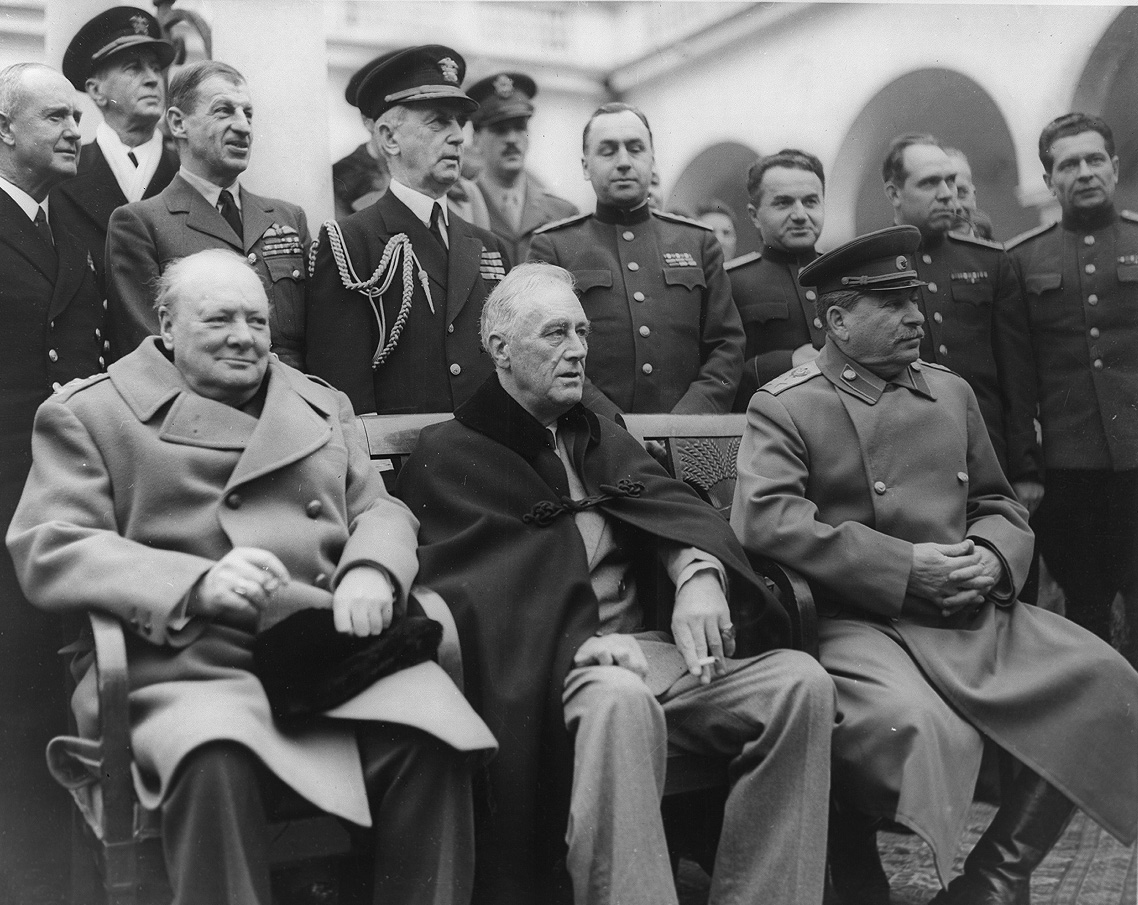
Прем'єр-міністр Великої Британії Вінстон Черчилль, Президент США Франклін Рузвельт і радянський диктатор Йосиф Сталін на Ялтинській конференції у лютому 1945 р. Результати зустрічі оформили світовий порядок на наступні півстоліття аж до революцій 1989 року, кульмінацією яких став кінець радянського панування над своїми державами-сателітами в Центрально-Східній Європі, що зрештою призвело до дезінтеграції та подальшого зникнення Радянського Союзу у 1991 році.

Американсько-радянські відносини — історичні двосторонні відносини між Сполученими Штатами Америки та зниклим унаслідок розпаду Радянським Союзом. 
Повністю встановлені в 1933 році як послідовні двосторонні зв'язки на продовження тих, що існували між Російською імперією та США з 1776 по 1917 роки. Здебільшого відзначалися недовірою і ворожістю. Обидві держави зблизило на деякий час лише вторгнення в Радянський Союз нацистської Німеччини та напад імператорської Японії на Тихоокеанський флот США у Перл-Харборі, що зумовило вступ СРСР і США в Другу світову війну на боці антигітлерівської коаліції у червні та грудні 1941 року відповідно. Коли радянсько-американський альянс проти Осі добіг кінця після перемоги союзників у 1945 році, між двома країнами відразу почали відновлюватися перші ознаки недовіри та ворожості, причиною чого була військова окупація Радянським Союзом держав Східної Європи з подальшим перетворенням їх на держави-сателіти, об'єднані у так званий Східний блок. Ця двостороння напруженість переросла в холодну війну — період у кілька десятиліть напружених і ворожих відносин із короткими проміжками розрядки, який завершився тільки після розпаду Радянського Союзу наприкінці 1991 року. 

## Порівняння країн
| Узвичаєна назва   | Радянський Союз                                                | Сполучені Штати                     |
| Офіційна назва    | Союз Радянських Соціалістичних Республік                       | Сполучені Штати Америки             |
| ----------------- | -------------------------------------------------------------- | ----------------------------------- |
| Герб              |                                                                |                                     |
| Прапор            |                                                                |                                     |
| Столиця           | Москва                                                         | Вашингтон                           |
| Найбільше місто   | Москва                                                         | Нью-Йорк                            |
| Населення         | 286 730 819 (1989)                                             | 248 709 873 (1990)                  |
| Державний лад     | компартійно-радянська влада → пострадянський режим у 1989—1991 | федеральна президентська республіка |
| Перший керівник   | Володимир Ленін                                                | Джордж Вашингтон                    |
| Останній керівник | Михайло Горбачов                                               | Джордж Буш-старший                  |
| Перший посол      | Максим Литвинов                                                | Вільям Булліт                       |
| Останній посол    | Віктор Комплектов                                              | Роберт Страус                       |
| Ядерна зброя      | 45 000 (1990)                                                  | 32 040 (1967)                       |
| Релігія           | світська держава (де-юре), державний атеїзм (де-факто)         | світська держава (де-юре)           |
| Офіційні мови     | російська                                                      | англійська (де-факто)               |

## Історія

### Відносини перед Другою світовою війною (1917—1939)

#### Початки
На тлі Лютневої революції та зречення царя Миколи II від престолу Вашингтон все ще майже не усвідомлював глибинних розривів у новому російському Тимчасовому уряді та вірив, що нова Росія швидко перетвориться на стабільну демократію, яка з ентузіазмом захоче приєднатися до західної коаліції у війні проти Німеччини. Зі створенням Тимчасового уряду посол Сполучених Штатів у Петрограді Девід Френсіс негайно звернувся до влади Вашингтона з проханням визнати новий уряд, стверджуючи, що революція «є практичним втіленням того принципу врядування, який ми виборювали та обстоювали. Я маю на увазі урядування за згодою урядованих. Наше визнання матиме колосальний моральний ефект, особливо якщо бути в цьому першими». 22 березня 1917 року його схвалили, що зробило владу Сполучених Штатів першим іноземним урядом, який офіційно визнав Тимчасовий уряд. Через півтора тижні, звертаючись до Конгресу з проханням оголосити війну Німеччині, президент Вудро Вільсон зауважив: «Хіба не кожен американець відчуває, що впевненості у нашій надії на майбутній мир у світі додається завдяки чудовим і відрадним речам, що відбуваються протягом останніх кількох тижнів у Росії? Ті, хто обізнаний із Росію найкраще, знали, що вона завжди була демократичною в душі... Ось годящий партнер для Ліги честі.»
Надіючись на те, що новонароджена парламентська демократія пожвавить російський внесок у війну, президент Вільсон заходився щосили налагоджувати відносини з Тимчасовим урядом. Наступного дня після його прохання про оголошення війни Німеччині Вільсон почав пропонувати новому російському уряду американські урядові кредити на загальну суму 325 мільйонів доларів — з них було фактично використано приблизно половину. Вільсон також відрядив у Петроград місію Рута — делегацію на чолі з Еліу Рутом, до складу якої входили керівники Американської федерації праці, Християнської асоціації для юнаків і компанії International Harvester, з метою обговорити засоби, якими Сполучені Штати могли б заохотити подальшу долученість Росії до війни. Через погано підібраних делегатів, нестачу інтересу з боку цих делегатів і значну байдужість до ролі та впливу Петроградської ради (деякі члени якої були проти продовження російської участі  у війні) місія не принесла багато користі жодній зі сторін. Попри задовільні звіти, що надходили з Петрограда, враження в яких про настрої в країні походило безпосередньо від Тимчасового уряду, американські консульські та військові посадовці, які тісніше спілкувалися з населенням і армією, час від часу попереджали Вашингтон, щоб той був скептичнішим у своїх припущеннях щодо нового уряду. Тим не менш, американський уряд і громадськість були застукані зненацька та збентежені падінням Тимчасового уряду під час Жовтневого перевороту.

#### Доба громадянської війни

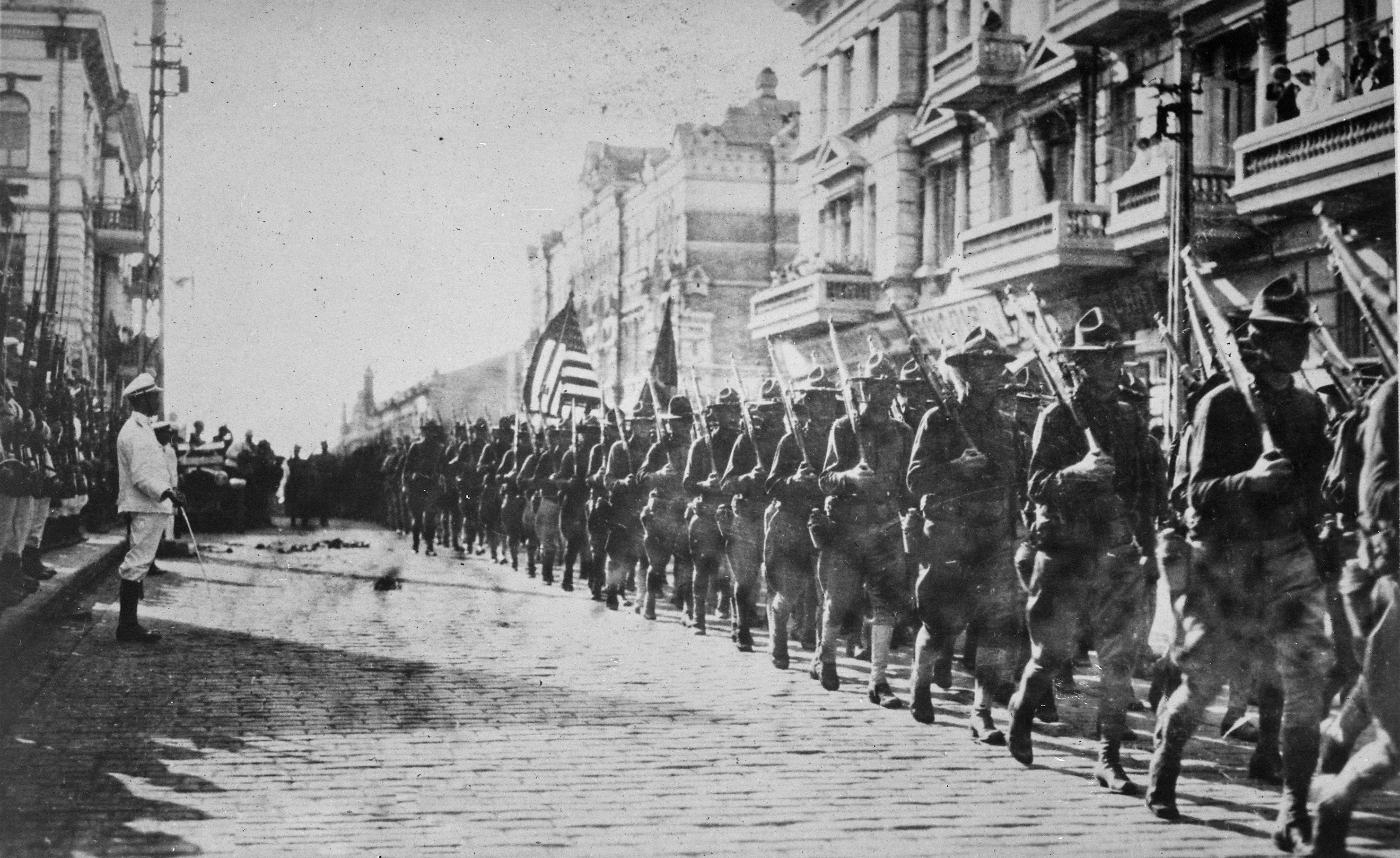
Американські війська марширують по Владивостоку після втручання союзників у громадянську війну в Росії, серпень 1918

Після захоплення влади більшовиками Володимир Ленін вивів Росію з Першої світової війни, чим дозволив Німеччині передислокувати свої війська, щоб протистояти військам союзників на Західному фронті. Це спонукало союзні держави вважати нову російську владу зрадницькою через порушення положень Антанти шляхом укладання сепаратного миру. Тим часом до президента Вільсона надходило все більше звісток про порушення прав людини, скоєні в новоутвореній Російській Соціалістичній Федеративній Радянській Республіці. Вільсон також виступив проти войовничого атеїзму та пропаганди командної економіки. До того ж його турбувало те, чи не пошириться комунізм на решту західного світу, з приводу чого він мав намір своїми знаковими «Чотирнадцятьма пунктами» зокрема закласти підвалини ліберальної демократії як альтернативної до комунізму всесвітньої ідеології.
Водночас президент Вільсон вірив, що нова держава після закінчення хаосу громадянської війни зрештою перейде до економіки вільного ринку, а інтервенція проти Радянської Росії лише налаштує країну проти США. З подібних міркувань він і в «Чотирнадцятьох пунктах» обстоював політику невтручання у війну, хоча твердив, що польська територія у колишній Російській імперії має відійти до нової незалежної Польщі. Крім того, багато політичних опонентів Вільсона в США, включно з головою комітету Сенату з міжнародних відносин Генрі Кеботом Лоджем, указували на необхідність заснування незалежної України. Незважаючи на політику невтручання, Сполучені Штати через побоювання японської експансії на підвладну Росії територію та з метою підтримки союзницького Чеського легіону надіслали невелику кількість військ до Північної Росії та Сибіру. Сполучені Штати також надавали непряму допомогу Білій армії у вигляді продовольчих та інших постачань.
На Паризькій мирній конференції 1919 року президент Вільсон і британський прем'єр-міністр Девід Ллойд Джордж попри заперечення прем'єр-міністра Франції Жоржа Клемансо та міністра закордонних справ Італії Сіднея Сонніно висунули ідею скликати у Прінкіпо зустріч на найвищому рівні між більшовиками та Білим рухом для формування спільної російської делегації на конференцію. Радянський комісаріат закордонних справ під керівництвом Лева Троцького та Георгія Чичеріна з повагою прийняв британських і американських посланників, але не мав наміру приставати на цю угоду через свою віру в те, що конференцію зумовлено старим капіталістичним порядком, який буде зметено світовою революцією. До 1921 року, після того, як більшовики взяли гору в російській громадянській війні, вбили імператорську родину Романових, організували Червоний терор проти «ворогів народу», відмовилися від виплати боргів царської Росії та закликали до світової революції, більшість держав світу поставилася до Радянської Росії як до ізгоя. Крім громадянської війни в Росії, відносини також потерпали від вимог американських фірм про компенсацію за націоналізацію галузей, у які вони інвестували.

#### Американська допомога в російський голод 1921 року

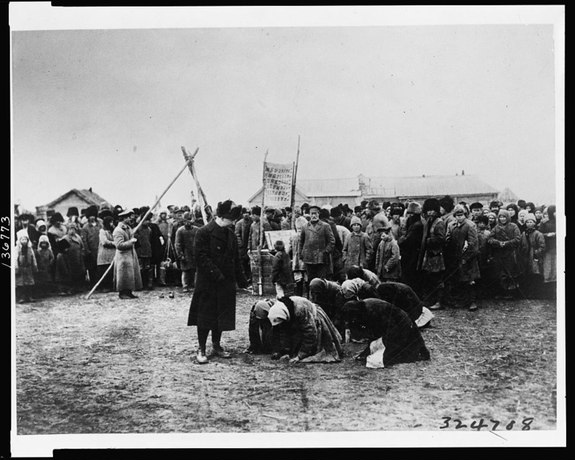
Дії Американської адміністрації допомоги в Росії, 1922 р.

За Герберта Гувера дуже масштабна продовольча допомога розподілялася в Європі після війни через Американську адміністрацію допомоги (ААД). У 1921 році, щоб полегшити нищівний голод у Російській Радянській Федеративній Соціалістичній Республіці, який спричинила політика воєнного комунізму радянської влади, директор ААД у Європі Волтер Лайман Браун почав у Ризі (столиці тоді ще не анексованої радянським урядом Латвійської Республіки) переговори з наркомом закордонних справ Російської РФСР Максимом Литвиновим. Угоди досягли 21 серпня 1921 року, а додаткову реалізаційну угоду підписали Браун і нарком зовнішньої торгівлі Леонід Красін 30 грудня 1921 року. Конгрес США виділив 20 000 000 доларів США допомоги згідно з Федеральним законом про допомогу через голод у Росії, ухваленим наприкінці 1921 року. Гувер дуже ненавидів більшовизм і вважав, що американська допомога продемонструє перевагу західного капіталізму й таким чином допоможе стримати поширення комунізму.
На піку своєї діяльності в ААД працювало 300 американців і понад 120 000 росіян, які щодня годували 10,5 млн людей. Її дії в Росії очолював полковник Вільям Гаскелл. Медичний відділ ААД працював із листопада 1921 року по червень 1923 року та допомагав подолати епідемію тифу, яка тоді спустошувала Росію. Допомогові дії ААД відбувалися паралельно з набагато меншими заходами меннонітської, юдейської та квакерської громад із надання допомоги потерпілим від голоду в Росії.

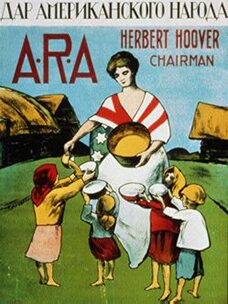
Плакат ААД «Дар американського народу»

Діяльність ААД у Росії згорнули 15 червня 1923 року після того, як виявили, що Росія під керівництвом Леніна відновила експорт зерна.

#### Перші комерційні відносини
Лідери американської зовнішньої політики залишалися переконаними, що Радянський Союз, який 1922 року заснувала радянська Росія, становив зловорожу загрозу американським цінностям. Держсекретар від Республіканської партії Чарльз Еванс Г'юз відхилив визнання, сказавши профспілковим керівникам, що «ті, хто править у Москві, не полишили свою первісну мету знищити наявні уряди скрізь, де вони можуть це зробити по всьому світу». За президента Келвіна Куліджа державний секретар Френк Біллінгс Келлог застерігав, що міжнародний орган Кремля Комуністичний Інтернаціонал (Комінтерн) агресивно планує підривну діяльність проти інших країн, включно зі Сполученими Штатами, щоб «повалити існуючий порядок». Герберт Гувер у 1919 році попереджав Вільсона, що «ми не можемо навіть віддалено визнати цю вбивчу тиранію, не стимулюючи дії до радикалізму в кожній країні Європи та не переступаючи кожен національний ідеал нас самих» Усередині Державного департаменту у відділі справ Східної Європи до 1924 року панівне становище посів відданий противник комунізму Роберт Келлі, який підготував покоління спеціалістів, зокрема Джорджа Кеннана і Чарльза Болена.
Тим часом Велика Британія взяла на себе лідерство у відновленні відносин з Москвою, особливо торговельних, хоча й залишалася підозріливою щодо комуністичної підривної діяльності та розлюченою через те, що Кремль відмахнувся від російських боргів. Поза межами Вашингтона була певна американська підтримка відновленню відносин, особливо щодо технологій. Генрі Форд, не перестаючи вірити, що міжнародна торгівля — це найкращий спосіб уникнути війни, з допомогою своєї Ford Motor Company створив вантажне автомобілебудування і завіз у Росію трактори. В 1930 році архітектор Альберт Кан став консультантом з усього промислового будівництва в СРСР. Інтерес виявили кілька лівих інтелектуалів. Після 1930 року кілька інтелектуалів-активістів стали членами Комуністичної партії США (КПСША) або попутниками, залучаючи прихильників Радянського Союзу. Американський робітничий рух розділився, причому Американська федерація праці (AFL) стала антикомуністичним оплотом, тоді як американські ліві елементи наприкінці 1930-х сформували йому суперника — Конгрес промислових організацій (КПО). КПСША відігравала важливу роль у КПО, доки її членів не було виключено, починаючи з 1946 року, тоді ж американське організоване робітництво набуло помітних антирадянських рис.
Головною організацією, що регулювала торгівлю між СРСР і США, була заснована 1924 року з осідком у Нью-Йорку Amtorg Trading Corporation. До 1946 року Amtorg налагодив торгівлю на багато мільйонів доларів. «Амторг» займався майже всім експортом з СРСР, що здебільшого охоплював пиломатеріали, хутра, льон, щетину та ікру, а також увесь імпорт сировини й машин для радянської промисловості та сільського господарства. Він також надавав американським компаніям інформацію про можливості торгівлі в СРСР і забезпечував радянську промисловість технічними новинами та відомостями про американські фірми. «Амторг» також виявився вплутаним у радянське шпигунство проти Сполучених Штатів. З 1942 року до нього приєдналася Радянська урядова закупівельна комісія в США, виконуючи його як торговельну, так і шпигунську роль.
Американський бізнесмен Арманд Гаммер ще за часів правління Леніна відкрив у Радянському Союзі фабрику олівців, найнявши німецьких ремісників і доставляючи в СРСР американське зерно. Гаммер також заснував азбестові копальні та придбав потужності для відлову хутряних звірів на схід від Уралу. Протягом ленінської нової економічної політики, яка виникла внаслідок провалу воєнного комунізму, Арманд Гаммер став посередником 38 міжнародних компаній у їхніх зносинах з СРСР. Перед смертю Леніна Гаммер вів переговори щодо імпорту в СРСР тракторів Fordson, які відіграли важливу роль у механізації сільського господарства в країні. Пізніше, після приходу Сталіна до влади, з Гаммером як американсько-радянським переговірником укладали подальші угоди.
Історик Гарві Клер описує, що Арманд Гаммер «зустрівся з Леніним у 1921 році і в обмін на концесію для виробництва олівців погодився відмивати радянські гроші на користь комуністичних партій Європи та Америки.» Історик Едвард Джей Епштейн зазначав, що «Гаммер удостоївся надзвичайного ставлення з боку Москви в багатьох відношеннях. Радянський уряд дозволив йому, коли той повертався до США у 1932 році, вивезти з країни царські мистецькі твори на мільйони доларів.» За словами журналіста Алана Фарнгема, «Протягом десятиліть Гаммер продовжував їздити в Росію, приятелюючи з її керівниками настільки, що і ЦРУ, і ФБР запідозрили його в тому, що він повноцінний агент».
1929 року Генрі Форд уклав угоду з радянською владою про надання протягом дев'яти років технічної допомоги у будівництві першого радянського автомобільного заводу ГАЗ у Горькому (Нижньому Новгороді, який Сталін перейменував на честь свого улюбленого письменника) Завод мав виготовляти вантажівки Ford Model A і Model AA. 23 серпня 1929 року з компанією «Остін» було підписано додатковий контракт на будівництво заводу. Контракт передбачав придбання легкових і вантажних автомобілів Ford на суму 30 000 000 доларів для складання протягом перших чотирьох років роботи заводу, після чого завод поступово переходив на комплектуючі радянського виробництва. «Форд» надіслав до СРСР своїх інженерів і техніків, щоб ті допомогли встановити устаткування та навчити робочу силу, тоді як понад сто радянських інженерів і техніків стажувалися на заводах Форда в Детройті та Дірборні «з метою вивчення методів і практики виробництва та складання на заводах компанії»

#### Визнання 1933 року
До 1933 року американські ділові кола, а також редактори газет вимагали дипломатичного визнання. Підприємницькі кола прагнули широкомасштабної торгівлі з Радянським Союзом. Уряд США покладав надію на певне погашення старих царських боргів і обіцянку не підтримувати підривні рухи всередині США. Ініціативу взяв в обхід Державного департаменту президент США Франклін Рузвельт за сприяння свого близького друга та радника Генрі Моргентау-молодшого та експерта з Росії Вільяма Булліта. Рузвельт доручив дослідити громадську думку, що на той час означало опитування 1100 редакторів газет. За визнання СРСР висловилися 63%, проти — 27%. Рузвельт особисто зустрівся з проводом католицької церкви, щоб подолати їхні заперечення, пов'язані з переслідуванням вірян і систематичним руйнуванням церков в СРСР. Потім Рузвельт запросив міністра закордонних справ Максима Литвинова до Вашингтона на низку зустрічей високого рівня в листопаді 1933 року. Він і Рузвельт домовилися з питань свободи віросповідання для американців, які працювали в Радянському Союзі. СРСР пообіцяв не втручатися у внутрішні справи Америки, чого вони не дотримувались, і подбати, щоб робота жодної організації в СРСР не була націлена на завдавання шкоди Сполученим Штатам чи повалення силоміць їхнього уряду, що теж було порушено. Обидві сторони домовилися відкласти питання боргу на пізніший час. Після цього Рузвельт оголосив угоду про відновлення нормальних відносин. Скарг на цей крок було небагато.
Однак ніяких зрушень у питанні боргу не сталося, до того ж обсяг торгівлі залишався малим. Історики Юстус Донеке і Марк Столер відзначають, що «обидві країни незабаром розчарувалися в угоді». Багато американських бізнесменів очікували бонусу у вигляді великомасштабної торгівлі, але це так і не відбулося, натомість був однобічний рух, що полягав у тому, що Сполучені Штати підживлювали Радянський Союз технологіями.
Послом в СРСР на 1933—1936 роки Рузвельт призначив Вільяма Булліта. Той прибув у Москву з великими надіями на радянсько-американські взаємини, але після ближчого ознайомлення його погляд на радянське керівництво зіпсувався через тоталітарну природу режиму та терор. До кінця свого перебування на посаді Булліт відверто вороже ставився до радянської влади. Він залишався щирим антикомуністом до кінця свого життя.

### Друга світова війна (1939—1945)

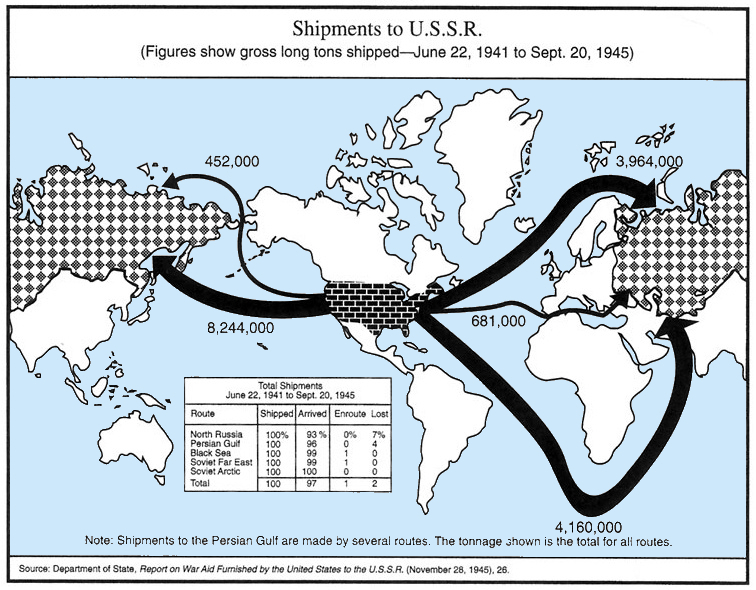
Карта, що показує американське обладнання і товари, які поставлялися в СРСР у рамках ленд-лізу

Перед тим, як Німеччина вирішила вдертися в СРСР у червні 1941 року, відносинам додали напруженості радянське вторгнення в Польщу, пакт Молотова-Ріббентропа, радянське вторгнення в країни Балтії та радянське вторгнення у Фінляндію, що призвело до вигнання Радянського Союзу з Ліги Націй. 1941 року СРСР уклав Договір про взаємодопомогу зі Сполученим Королівством і дістав величезну допомогу через американську програму ленд-лізу, що зменшило американо-радянську напругу і згуртувало колишніх ворогів у боротьбі проти Німеччини та держав Осі.
Попри те, що оперативне співробітництво між Сполученими Штатами та Радянським Союзом було значно меншим, ніж між іншими союзними державами, США все ж таки надали Радянському Союзу за програмою ленд-лізу величезну кількість зброї, кораблів, літаків, рухомого складу, стратегічних матеріалів і продовольства. Американці та Совіти виступали однаковою мірою як за війну з Німеччиною, так і за розширення ідеологічної сфери впливу. До вступу Сполучених Штатів у війну майбутній президент Гаррі Трумен заявляв, що для нього не має значення, загине німецький чи російський солдат у разі програшу якоїсь зі сторін:
Якщо ми бачимо, що Німеччина перемагає, ми повинні допомогти Росії, а якщо Росія виграє, нам слід допомогти Німеччині, і таким чином нехай вони вбивають якомога більше, хоча я не хочу бачити Гітлера переможцем за жодних обставин.
Ця цитата без останньої частини пізніше стала основним елементом радянської, а згодом російської пропаганди як «доказ» американської змови з метою знищити радянську країну.

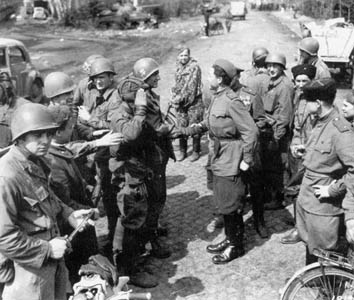
Радянські та американські війська зустрічаються у квітні 1945 року на схід від річки Ельба.

Для заохочення культурних зв'язків між СРСР та США у 1942 році у Сполучених Штатах виникла Американо-російська культурна асоціація (рос. Американо–русская культурная ассоциация), де почесним головою став Микола Реріх. Наступного року було опубліковано перший річний звіт цієї організації. Після смерті Миколи Реріха в 1947 році асоціація проіснувала недовго.
Загалом поставки США за ленд-лізом становили 11 млрд доларів у матеріалах: понад 400 тис. джипів і вантажівок; 12 000 бронетехніки (включаючи 7 000 танків, із яких близько 1 386 M3 Lee і 4 102 M4 Sherman); 11 400 літаків (із яких 4 719 Bell P-39 Airacobra) і 1,75 мільйона тонн продовольства.
Приблизно 17,5 мільйонів тонн військового обладнання, транспортних засобів, промислових товарів і продовольства було відправлено до Радянського Союзу із Західної півкулі, причому 94 відсотки походили зі Сполучених Штатів. Для порівняння, з січня 1942 по травень 1945 року в Європу було відвантажено 22 млн тонн для постачання американських сил. Було підраховано, що лише через Перський коридор американських поставок до СРСР було достатньо, за стандартами армії США, щоб підтримати 60 бойових дивізій на фронті.
Сполучені Штати поставили Радянському Союзу з 1 жовтня 1941 по 31 травня 1945 року: 427 284 вантажівки, 13 303 бойові машини, 35 170 мотоциклів, 2 328 машин бойової підтримки, 2 670 371 т нафтопродуктів (бензин і оливи) або 57,8 відсотка високооктанового авіаційного пального, 4 478 116 тонн харчових продуктів (м'ясні консерви, цукор, борошно, сіль тощо), 1 911 паровозів, 66 тепловозів, 9 920 платформ, 1 тис. вагонів-самоскидів, 120 цистерн, 35 вагонів для важкої техніки. Поставлені боєприпаси (набої, артилерійські снаряди, міни, різноманітні вибухові речовини) становили 53 відсотки загального внутрішнього виробництва. Типовим прикладом було шинне виробництво, яке було повністю демонтовано із заводського комплексу Ford у Дірборні та перевезено в СРСР. Грошова вартість поставок і послуг у 1947 році становила близько одинадцятьох мільярдів доларів.
Меморандум для спеціального помічника президента Гаррі Гопкінса (Вашингтон, округ Колумбія, 10 серпня 1943 р.):
У Другій світовій війні Росія займає панівне положення і є вирішальним чинником поразки країн Осі в Європі. У той час як на Сицилії військам Великої Британії та Сполучених Штатів протистоять 2 німецькі дивізії, на російський фронт кинуто сили приблизно 200 німецьких дивізій. Хоч би коли союзники відкрили другий фронт на континенті, це буде рішуче другорядним фронтом порівняно з фронтом Росії; її зусилля й надалі залишатимуться основними. Без Росії у війні Вісь у Європі перемогти неможливо, а становище об'єднаного кола держав стає хистким. Так само післявоєнне становище Росії в Європі буде панівним. У випадку розгрому Німеччини в Європі немає сили, щоб протиставити її величезним військовим спроможностям.

### Холодна війна (1947—1991)
Кінець Другої світової війни відзначився відродженням попередніх розбіжностей між цими двома державами. Поширення комуністичної влади на Східну Європу після поразки Німеччини призвела до поглинання Радянським Союзом східноєвропейських держав, чисток серед їх керівництва й інтелігенції та встановлення маріонеткових комуністичних режимів, фактично перетворюючи ці країни на клієнтські держави або сателіти. Це занепокоїло ліберальні країни Заходу з вільною ринковою економікою, особливо Сполучені Штати, які, по суті, утвердили економічне та політичне лідерство в Західній Європі, допомагаючи відбудувати спустошений материк і відродити й осучаснити європейську економіку за допомогою плану Маршалла. Зі свого боку, Радянський Союз висмоктував ресурси своїх сателітів, вимагаючи виплати репарації або банально вдаючись до здирства.

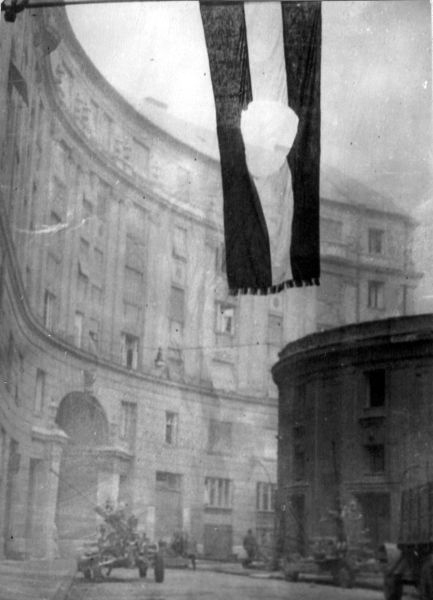
Угорський прапор (1949—1956) із вирізаним комуністичним гербом був антирадянським революційним символом

Американська і радянська держави пропагували дві протилежні економічні та політичні ідеології, конкуруючи за міжнародний вплив у цьому напрямку. Це призвело до затяжної геополітичної, ідеологічної та економічної боротьби, відомої як Холодна війна, яка тривала майже 45 років від оголошення доктрини Трумена 12 березня 1947 року у відповідь на радянське заволодіння Східною Європою аж до розпаду Радянського Союзу 26 грудня 1991 року.

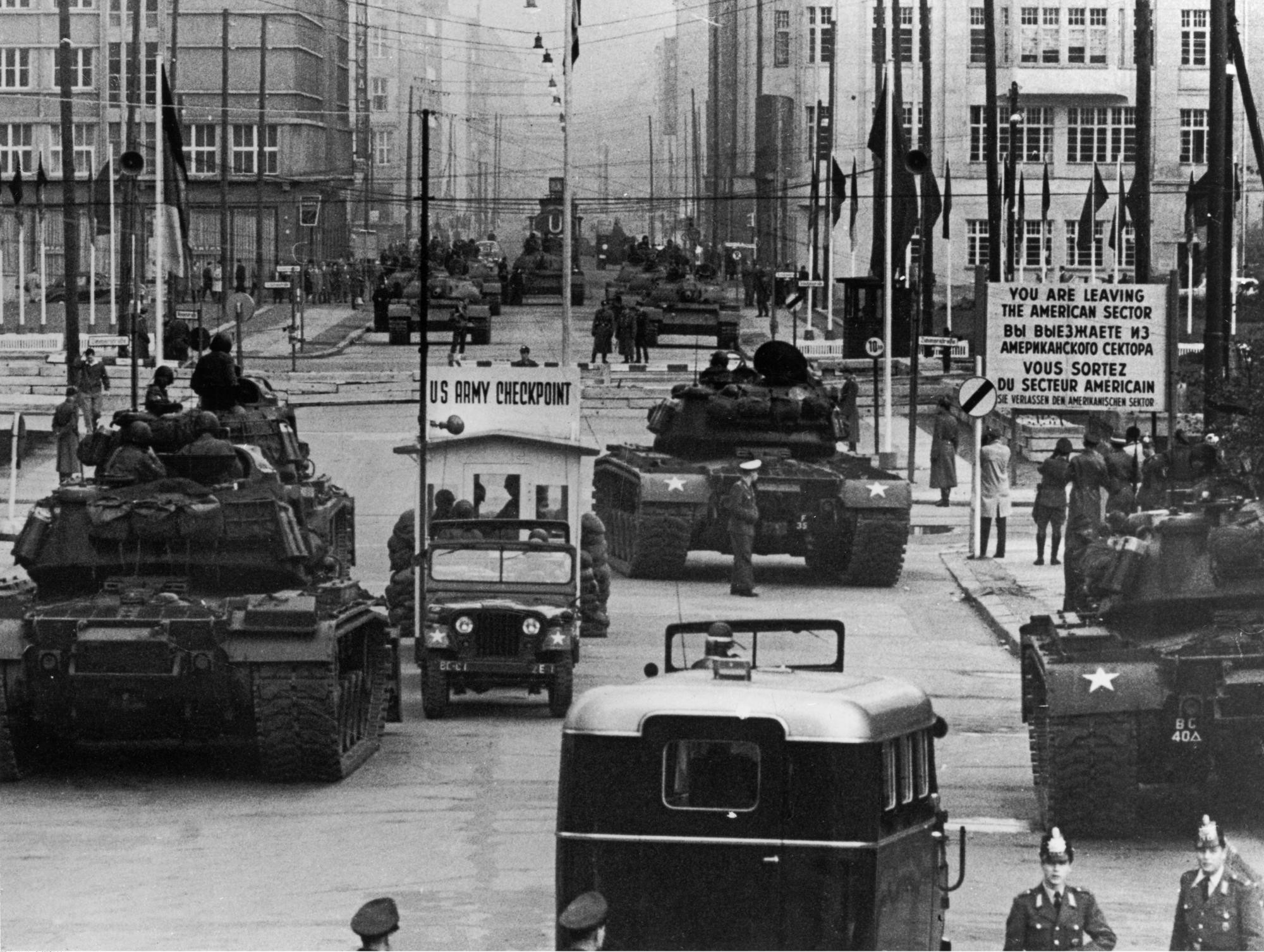
Американські та радянські танки одні навпроти одних. Знято в 1961 році на Чекпойнті Чарлі.

1949 року СРСР уперше випробував свою ядерну зброю, поклавши край монополії США на цей вид зброї. Надалі Сполучені Штати і Радянський Союз вели перегони звичайних і ядерних озброєнь, які тривали до розпаду СРСР.

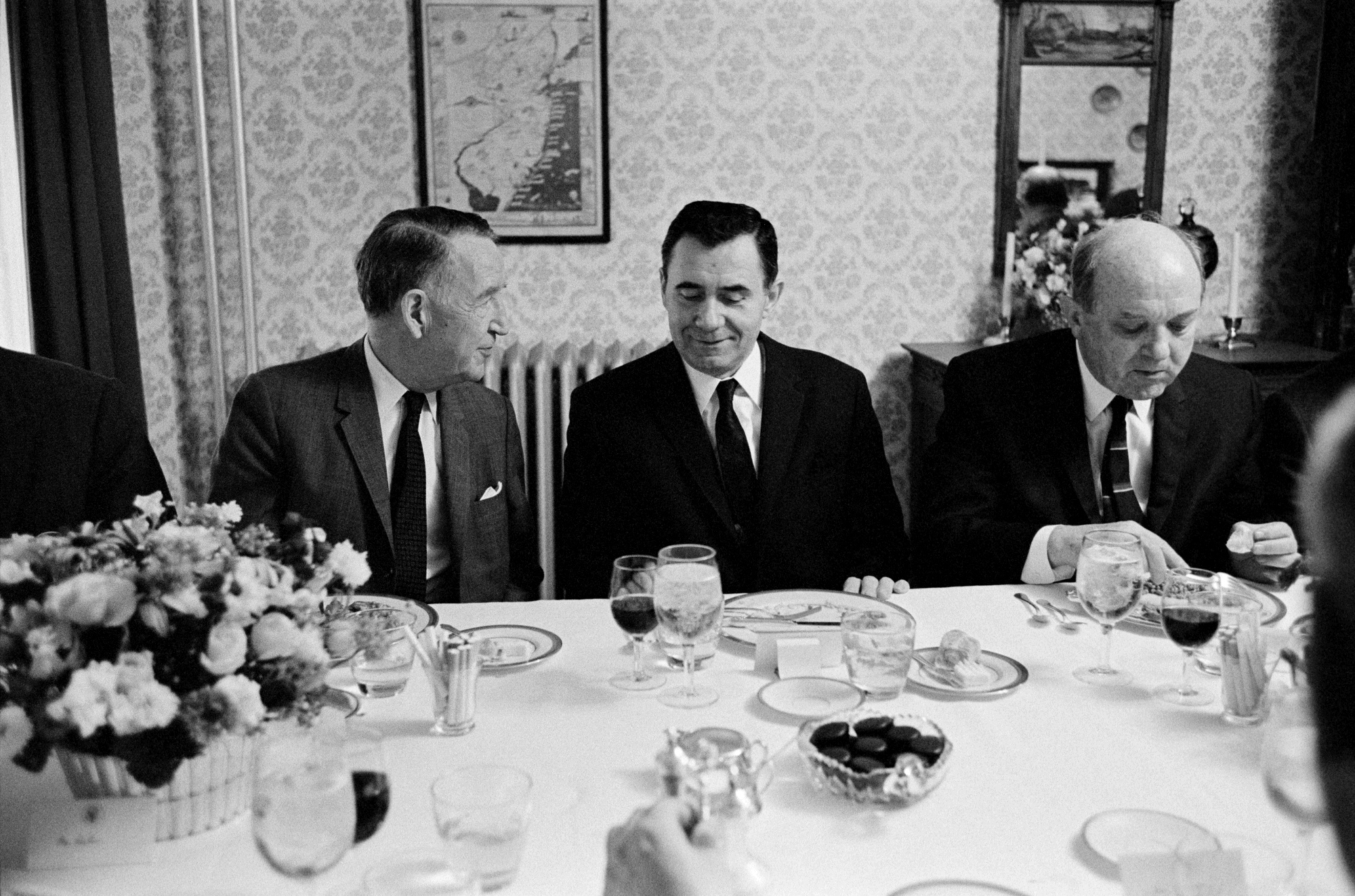
Льюелін Томпсон, Андрій Громико і Дін Раск (зліва направо)

Сполучені Штати хотіли поширити план Маршалла і на Радянський Союз, але за таких умов, про які американці знали, що СРСР їх ніколи не прийме, а саме прийняття у державах-сателітах СРСР демократії та вільних виборів. Радянський Союз намагався протиставити плану Маршалла заснування РЕВ у 1949 році, що, по суті, було тим самим, хоча більше скидалося на угоду про економічну співпрацю, а не на чіткий план відновлення. Сполучені Штати та їхні західноєвропейські союзники прагнули зміцнити свої зв'язки; вони досягли цього особливо завдяки створенню в 1949 році НАТО, яке за своєю суттю являло собою оборонну угоду. На це Радянський Союз відповів Варшавським договором, який мав подібне значення застосовно до Східного блоку. Оскільки до 1955 року СРСР уже мав збройну присутність і політичне панування в усіх своїх східноєвропейських державах-сателітах, пакт довгий час вважався «зайвим». Хоча номінально це був «оборонний» альянс, основною функцією пакту було оберігати гегемонію Радянської імперії над своїми східноєвропейськими сателітами, при цьому єдиними прямими військовими діями пакту були вторгнення до власних держав-членів з метою не дати їм відколотися. У 1961 році, щоб запобігти втечі громадян Східного Берліна до Західного Берліна (складової частини союзної Сполученим Штатам Західної Німеччини), Східна Німеччина побудувала Берлінський мур. Це спонукало президента Кеннеді виголосити одну з найвідоміших антирадянських промов під назвою Ich bin ein Berliner.
У 1949 році західні уряди заснували Координаційний комітет багатостороннього експортного контролю, щоб відстежувати експорт чутливих високих технологій, які б могли покращити військову ефективність членів Варшавського договору та деяких інших країн.
Усі сторони Холодної війни займалися шпигунством. Ефективністю відзначався радянський КДБ, найзнаменитіша операція якого полягала в залученні т. зв. «атомних шпигунів», які доправляли важливу інформацію щодо Мангеттенського проєкту США, що допомогло Радянському Союзу продемонструвати ядерну зброю вже в 1949 році — лише через чотири роки після її першого американського застосування та набагато раніше, ніж від нього очікували. США використовували для велику мережу інформаторів по всьому Радянському Союзу для відстеження незгоди з офіційною радянською політикою та мораллю.

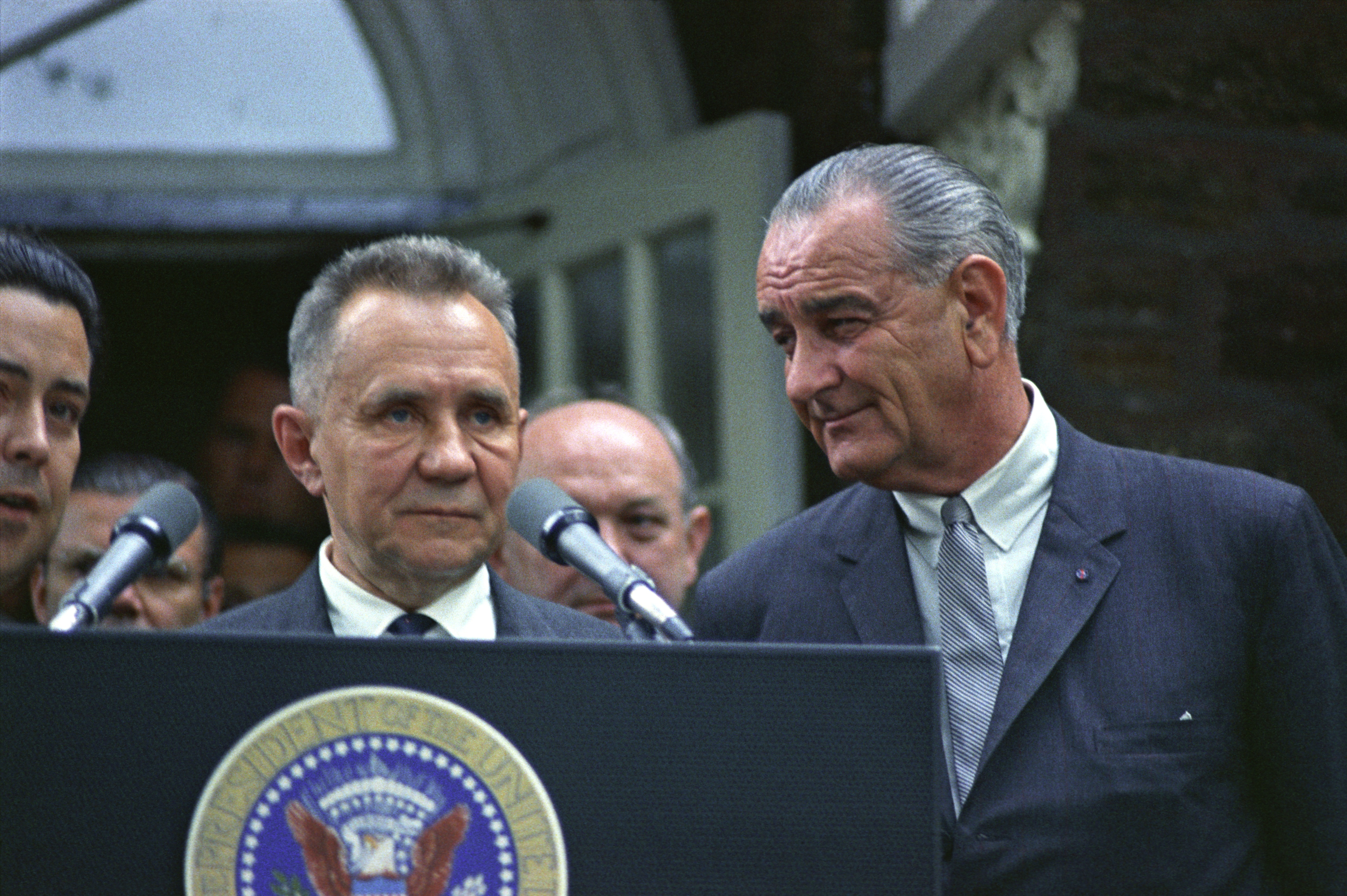
Глава радянського уряду Олексій Косигін і президент США Ліндон Джонсон на саміті в Ґлассборо 1967 року.

#### Розрядка
З 1969 року стрижневим елементом зовнішньої політики президента Річарда Ніксона та його головного радника Генрі Кіссінджера стала розрядка. Ніксон і Кіссінджер бажали припинити політику стримування і налагодити дружніші відносини з СРСР і комуністичним Китаєм. Ці дві держави були затятими суперниками, і Ніксон розраховував, що вони підуть назустріч Вашингтону, щоб не дати переваги своєму супротивнику. Одна з умов Ніксона полягала в тому, що обидві країни повинні були припинити допомогу Північному В'єтнаму у В'єтнамській війні, що вони й зробили. Ніксон і Кіссінджер сприяли розширенню діалогу з радянським урядом, включаючи регулярні зустрічі на найвищому рівні, переговори щодо контролю над озброєннями та інші двосторонні угоди. В 1972 році Брежнєв зустрівся з Ніксоном на самітах у Москві, в 1973 році — у Вашингтоні і в 1974 році — знову в Москві та в Києві. Вони стали особистими друзями.
Політичний сенс терміна «розрядка» виник за посередництвом фактично офіційної в СРСР російської мови (рос. разрядка) на основі переносного значення цього слова «послаблення або зникнення напруженості чого-небудь».
Ця доба ознаменувалася підписанням таких договорів, як ОСО-1 і Гельсінські угоди. Обговорювали ще один договір, СНО-2, але його США так і не ратифікували через радянське вторгнення в Афганістан у 1979 році. Серед істориків досі тривають дебати щодо того, наскільки успішним був період розрядки в досягненні миру.

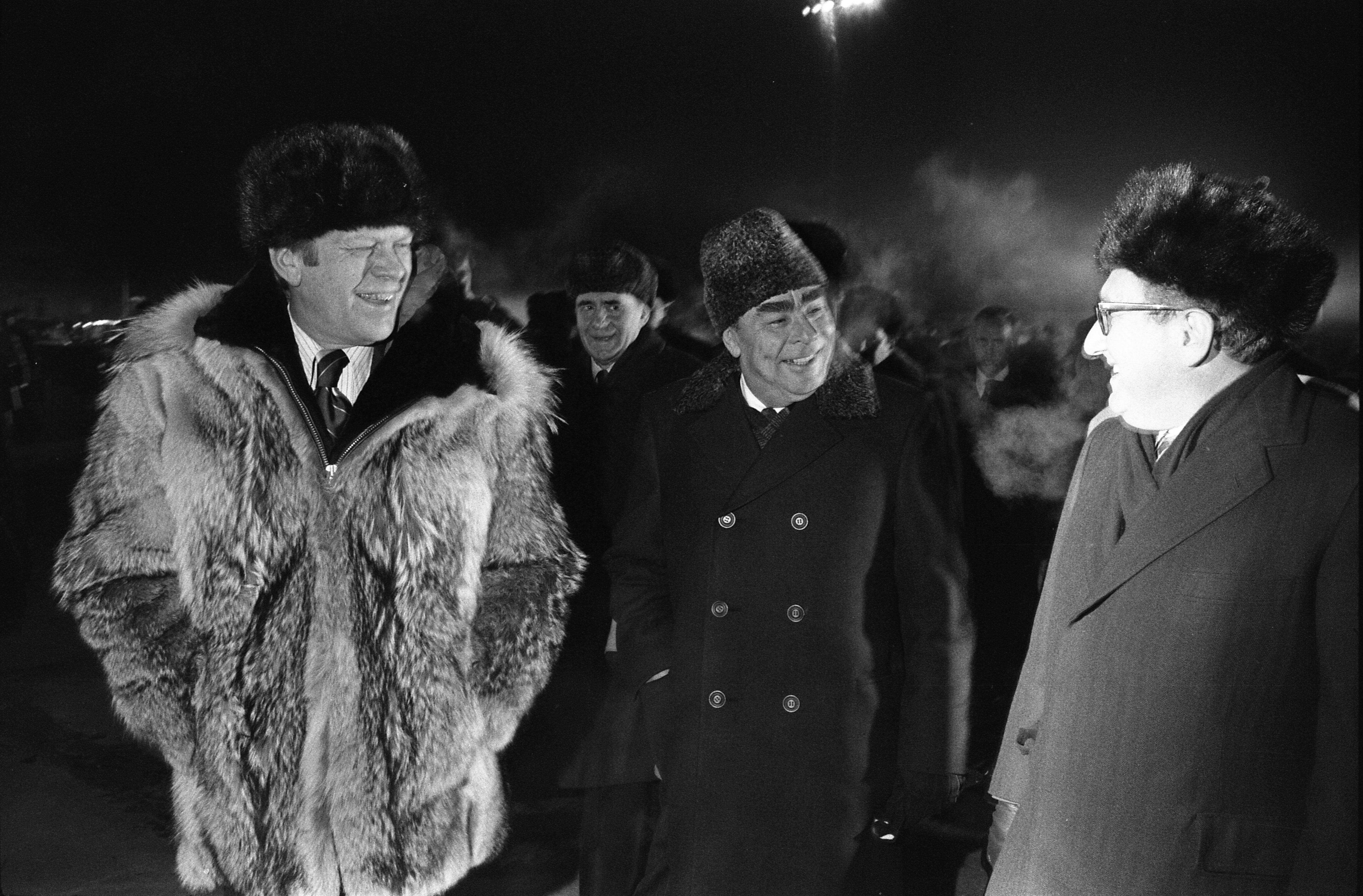
Неофіційна розмова президента Джеральда Форда, генерального секретаря Леоніда Брежнєва і Генрі Кіссінджера на Владивостоцькому саміті з контролю над озброєннями у 1974 році

Після Кубинської ракетної кризи 1962 року дві наддержави домовилися встановити пряму гарячу лінію між Вашингтоном і Москвою (так званий червоний телефон), що дозволило правителям обох країн швидко взаємодіяти один з одним у разі нагальної потреби, зменшуючи ймовірність того, що майбутні кризи можуть перерости у повноцінну війну. Розрядка між США і СРСР була представлена як практичне втілення цього мислення. Роботу переговорів щодо ОСО-1 продовжив договір ОСО-2 кінця 1970-х років, забезпечивши подальше скорочення озброєнь Радянським Союзом і Сполученими Штатами. Ключовою поступкою у напрямку забезпечення миру з боку СРСР називалися Гельсінські угоди, в яких Радянський Союз пообіцяв допустити вільні вибори в Європі.
На ділі радянська влада суттєво обмежила верховенство права, урізала громадянські свободи, охорону права та гарантії власності, які радянські теоретики права, як-от Андрій Вишинський вважали прикладами «буржуазної моралі». Радянський Союз підписав юридично зобов'язальні документи з прав людини, такі як Міжнародний пакт про громадянські та політичні права 1973 року і Гельсінські угоди 1975 року, але за комуністичного правління вони не стали ані надбанням гласності, ані доступними широкому загалу, а комуністична влада не сприймала їх серйозно.:117 Правозахисники в Радянському Союзі регулярно зазнавали переслідувань, репресій і арештів.
У торговельних відносинах часто виступав посередником прорадянський американський бізнес-магнат Арманд Гаммер з Occidental Petroleum. Письменник Деніел Єргін у своїй книжці «Премія» (англ. The Prize) пише, що Гаммер «опинився посередником між п'ятьма радянськими генеральними секретарями та сімома президентами США». Гаммер мав широкі ділові зносини в СРСР, починаючи з 1920-х років завдяки схваленню Леніна. За даними The Christian Science Monitor у 1980 році, «хоча його ділові відносини з Радянським Союзом були перервані, коли до влади прийшов Сталін, він устиг більш-менш одноосібно закласти підвалини стану торгівлі Заходу з СРСР [у 1980 році].» 1974 року Брежнєв «публічно визнав роль Гаммера в сприянні торгівлі між Сходом і Заходом». До 1981 року, на думку тогорічної New York Times, Гаммер був «на короткій нозі з Леонідом Брежнєвим».

#### Відновлення та відлига холодної війни

##### Напруга в умовах розрядки
Незважаючи на покращення відносин, під час розрядки виникали різні напруженості. До цього спричинилася і доктрина Брежнєва, яка передбачала радянські вторгнення у країни Варшавського договору задля утримання їх під комуністичним правлінням, і китайсько-радянський розкол, і очевидне зближення між Сполученими Штатами та Китаєм на тлі візиту Ніксона до КНР у 1972 році. Однак пріоритетом у міжнародних відносинах Ніксона навіть після відвідин Китаю залишалася радянсько-американська розрядка. 1973 року Ніксон оголосив, що його адміністрація заповзялася прагнути до режиму найбільшого сприяння у торгівлі з СРСР, проти чого виступив Конгрес, ухваливши поправку Джексона—Веніка. Сполучені Штати Америки довго прив'язували торгівлю з Радянським Союзом до своєї зовнішньої політики відносно СРСР і, особливо від початку 1980-х років, до радянської політики прав людини. Поправка Джексона—Вейніка, яка стала додатком до Федерального закону про торгівлю від 1974 року, ув'язувала надання Радянському Союзові режиму найбільшого сприяння із правом переслідуваних радянських євреїв емігрувати. Відмова СРСР у праві на еміграцію єврейським відмовникам обмежила здатність президента США застосувати до Радянського Союзу статус найбільшого сприяння в торгівлі.

##### Радянське вторгнення в Афганістан і кінець розрядки
На перешкоді розрядці, яку на Заході ще називали політикою прив'язок, стали опосередковані конфлікти і посилення радянських втручань, серед яких була Друга єменська війна 1979 року. Періоду розрядки поклало край радянське вторгнення в Афганістан, що призвело до бойкоту Олімпіади 1980 року в Москві 66 державами під проводом Сполучених Штатів. США, Пакистан та їхні союзники підтримали афганських повстанців. Щоб покарати Москву, президент Джиммі Картер запровадив зернове ембарго. Картер також відкликав з Москви посла США Томаса Вотсона, призупинив експорт в СРСР високотехнологічних товарів та обмежив імпорт з Радянського Союзу аміаку. За документами 1980 року, зернове ембарго завдало шкоди американським фермерам більше, ніж радянській економіці. Своє власне зерно продавали в СРСР інші держави і Радянський Союз мав достатньо запасів. З приходом до влади президента Рональда Рейгана продажі в 1981 році відновилися. Вибори Рейгана президентом у 1980 році значною мірою спиралися на кампанію проти розрядки. На своїй першій пресконференції президент Рейган заявив: «Розрядка була вулицею з одностороннім рухом, яку Радянський Союз використовував для досягнення своїх цілей.» Після цього відносини все більше погіршувалися як унаслідок придушення антирадянського опору в Польщі 1980—1981 років, так і припинення перемовин про обмеження стратегічних озброєнь та подальших навчань НАТО 1983 року.

##### Оцінка Рейгана Радянському Союзу

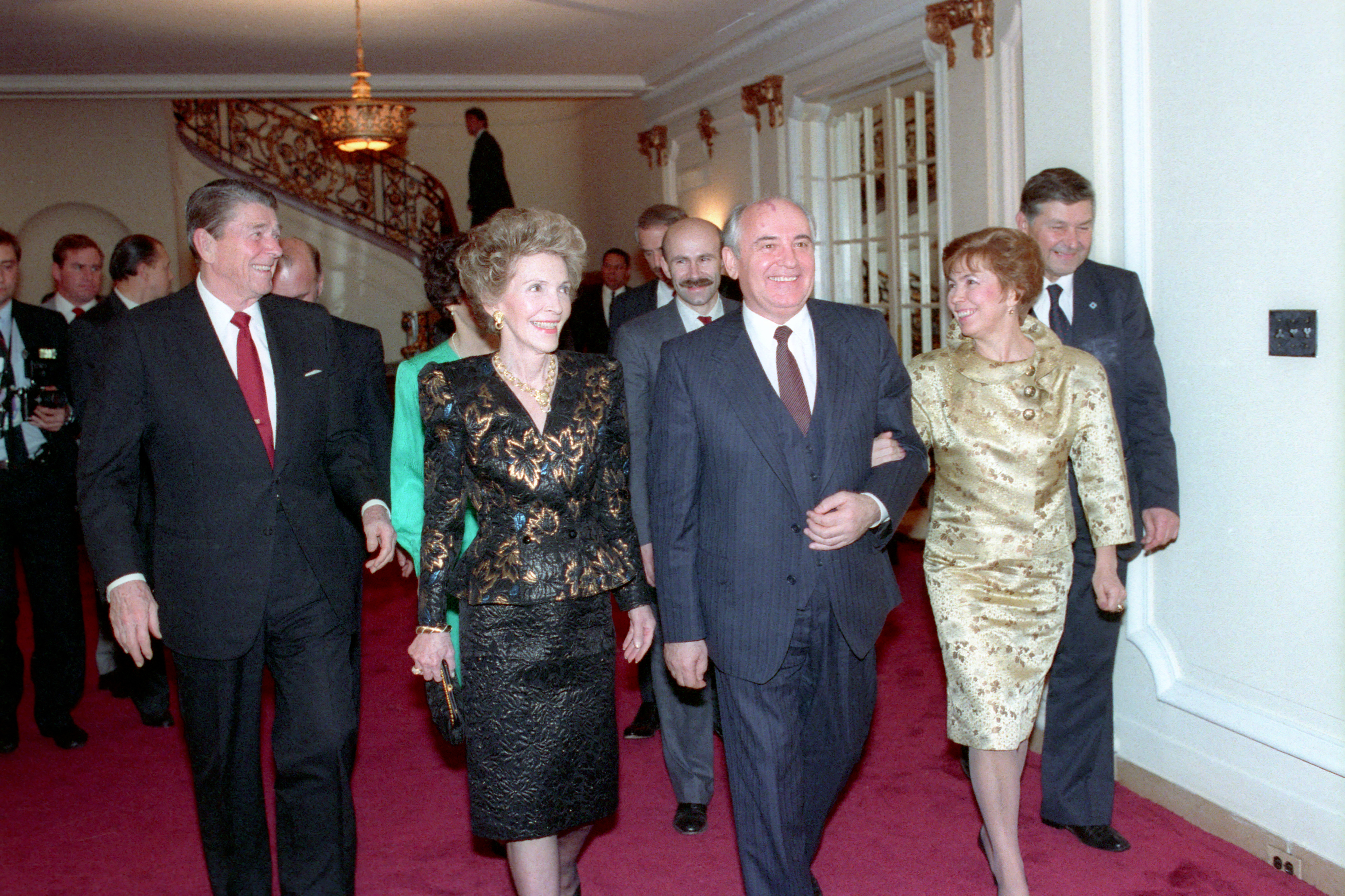
Рональд Рейган і Михайло Горбачов з дружинами на вечері в радянському посольстві у Вашингтоні, 9 грудня 1987 р.

Рейган загострив холодну війну, прискоривши відхід від політики розрядки, розпочатий 1979 року після радянського вторгнення в Афганістан. Рейган побоювався, що Радянський Союз здобув військову перевагу над Сполученими Штатами, водночас адміністрація Рейгана покладала надії, що збільшення витрат на збройні сили забезпечить військову перевагу США та послабить радянську економіку. Рейган розпорядився масово нарощувати американську військову міць, спрямувавши фінансування на бомбардувальники B-1 Lancer, бомбардувальники B-2 Spirit, крилаті ракети, ракети MX і на стратегічний план «флот чисельністю 600 кораблів». У відповідь на радянське розгортання СС-20 Рейган подбав про розгортання силами НАТО у Західній Німеччині ракет «Першинг». Президент також рішуче засудив Радянський Союз і комуністичний тоталітаризм у моральному плані, обізвавши радянську імперію як імперію зла.

### Кінець холодної війни (1989–1991)

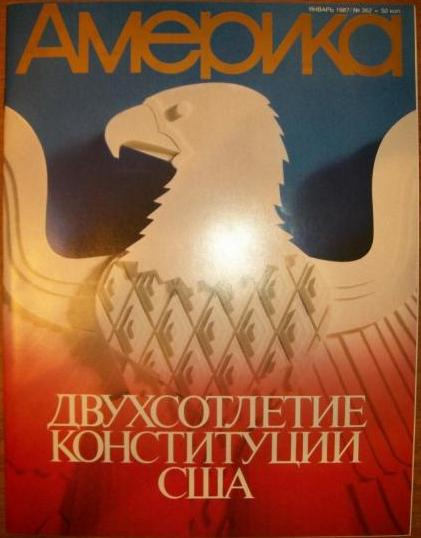
Американський антикомуністичний плакат, присвячений 200-річчю Конституції США, надрукований у російськомовному часописі «Америка»

Занепад радянської економіки та катастрофічна війна в Афганістані внесли свій вклад у прихід до влади Михайла Горбачова, який запровадив політичні реформи, названі гласністю і перебудовою, спрямовані на лібералізацію радянської економіки та суспільства. На Мальтійському саміті у грудні 1989 року керівники Сполучених Штатів і Радянського Союзу оголосили про закінчення холодної війни, а радянські війська вийшли з Афганістану. 1991 року ці дві країни стали партнерами у війні в Перській затоці проти давнього радянського союзника Іраку. 31 липня 1991 року Горбачов і Буш підписали договір СНО-1 про скорочення кількості розгорнутих ядерних боєголовок обох країн, який став найширшим і найбільш комплексним договором про контроль над озброєннями в історії, а його остаточне виконання наприкінці 2001 року привело до ліквідації близько 80% усієї стратегічної ядерної зброї, яка тоді існувала.
Під час свого другого строку повноважень Рейган спільно з Горбачовим послабили напругу холодної війни, але його наступник Буш спочатку скептично поставився до радянських намірів. Протягом першого року свого перебування на посаді Буш дотримувався того, що радянська влада називала «паузою», тобто перервою в політиці розрядки Рейгана. Поки Буш у 1989 році реалізовував свою політику «паузи», радянські сателіти у Східній Європі кинули виклик радянському домінуванню. Буш допоміг переконати польських комуністичних керівників дозволити провести у червні демократичні вибори, на яких перемогли антикомуністи. 1989 року в усіх цих державах-сателітах упали комуністичні режими, і лише в Румунії це супроводжувалося значним насильством. У Східній Німеччині у листопаді 1989 року масовий запит населення змусив уряд розкрити Берлінський мур, який незабаром берлінці розвалили. Горбачов не вдався до військового втручання, фактично відмовившись від доктрини Брежнєва. За кілька тижнів у всій Східній Європі комуністи втратили владу, а підтримувані Радянським Союзом ліві партії по всьому світу були деморалізовані. До цих потрясінь опосередковано були причетні США, але адміністрація Буша старалася не виказувати зловтіхи з приводу перемоги НАТО, щоб не нашкодити просуванню демократичних реформ, особливо в самому СРСР.
У грудні 1989 року Буш і Горбачов зустрілися на острові Мальта. Буш прагнув упродовж решти свого строку співпрацювати з Горбачовим, намагаючись через довіру до Горбачова приборкати останніх радянських прихильників жорсткої лінії. Ключовим питанням Мальтійського саміту було потенційне возз'єднання Німеччини. Тоді як Британія і Франція насторожено ставилися до німецької злуки, Буш, як і канцлер Західної Німеччини Гельмут Коль наполягав на відновленні єдиної Німеччини. Горбачов противився ідеї об'єднання Німеччини, особливо якби вона стала членом НАТО, але потрясіння попереднього року підірвали його владу як удома, так і за кордоном. Радянський керівник погодився провести переговори за формулою «два плюс чотири» між США, СРСР, Францією, Великобританією і Західною та Східною Німеччинами, які розпочалися у 1990 році. Після тривалих перемовин Горбачову зрештою довелося змиритися з тим, що об'єднана Німеччина вступить у НАТО. Після підписання Договору про остаточне врегулювання щодо Німеччини вона офіційно возз'єдналася в жовтні 1990 року.

### Завершальний етап відносин

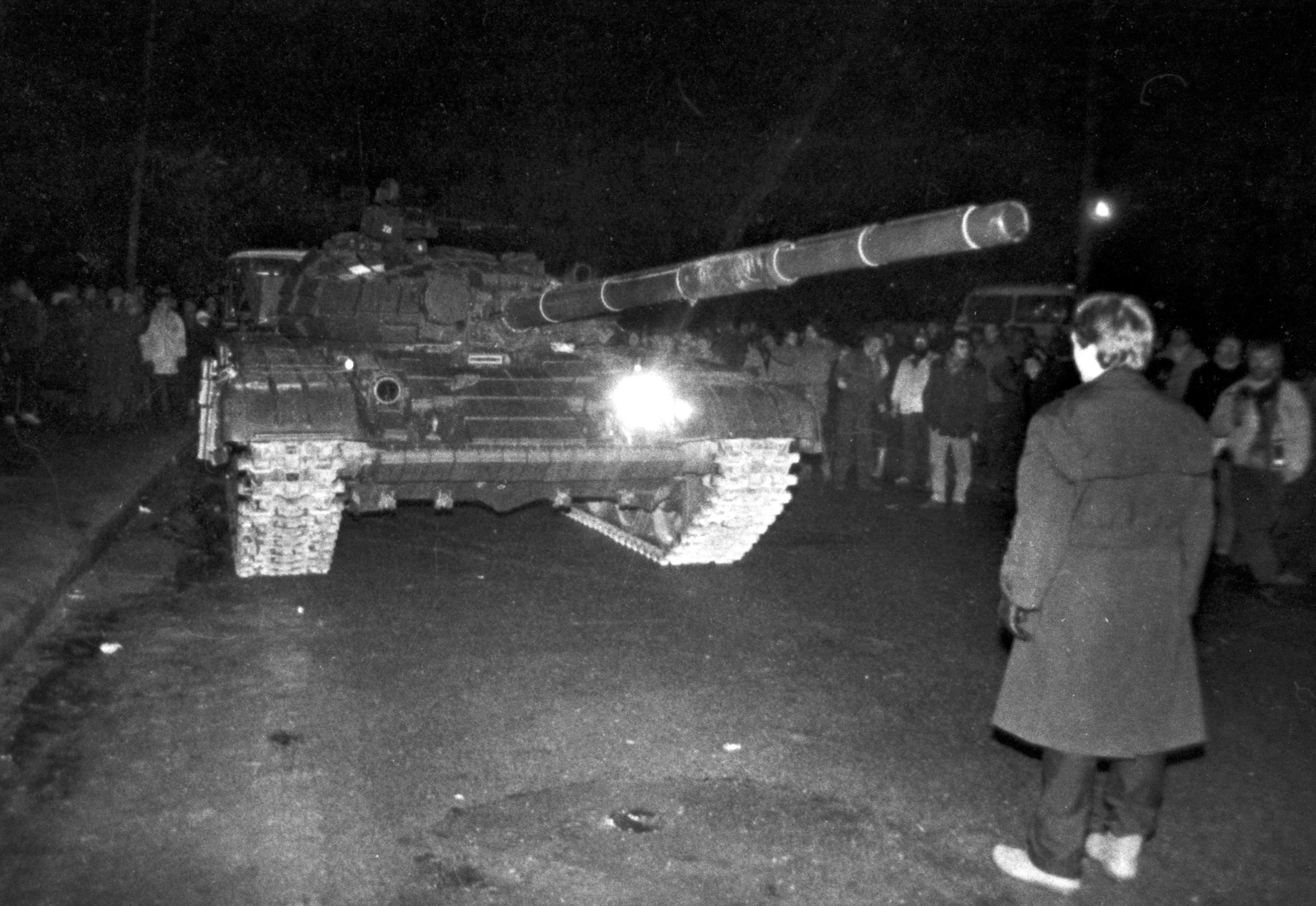
Беззбройний литовський громадянин протистоїть радянському танку, Вільнюс, 13 січня 1991 р.

Хоча Горбачов мовчазно погоджувався на демократизацію радянських держав-сателітів, він придушував незалежницькі рухи в самому Радянському Союзі. Витоки деяких із них (Саюдіс, Народний фронт Латвії, Рух за національну незалежність Латвії, Народний фронт Естонії) крилися в тому факті, що в 1940-х роках Сталін окупував та анексував держави Балтії Литву, Латвію та Естонію; попереднє керівництво було страчено, депортовано, або втекло; в ці країни переселилися сотні тисяч росіян, але ніде вони не стали більшістю. Ненависть кипіла. Проголошенню незалежності Литви в березні 1990 року рішуче противився Горбачов, який побоювався, що Радянський Союз може розвалитися, якщо він дозволить державну самостійність литовської республіки. Ця криза в Литві поставила Буша у складне становище, оскільки Сполучені Штати ніколи не визнавали законності радянського приєднання балтійських держав, а Бушу потрібна була співпраця Горбачова у справі возз'єднання Німеччини, і він остерігався, що розпад СРСР може залишити ядерну зброю в небезпечних руках. Адміністрація Буша м'яко протестувала проти придушення Горбачовим руху за незалежність Литви, але не вжила жодних дій для прямого втручання. Буш попередив рухи за незалежність про безладдя, яке може виникнути з відокремленням від Радянського Союзу. У зверненні 1991 року, яке критики назвали «котлета по-київськи», він застерігав від «самогубного націоналізму».

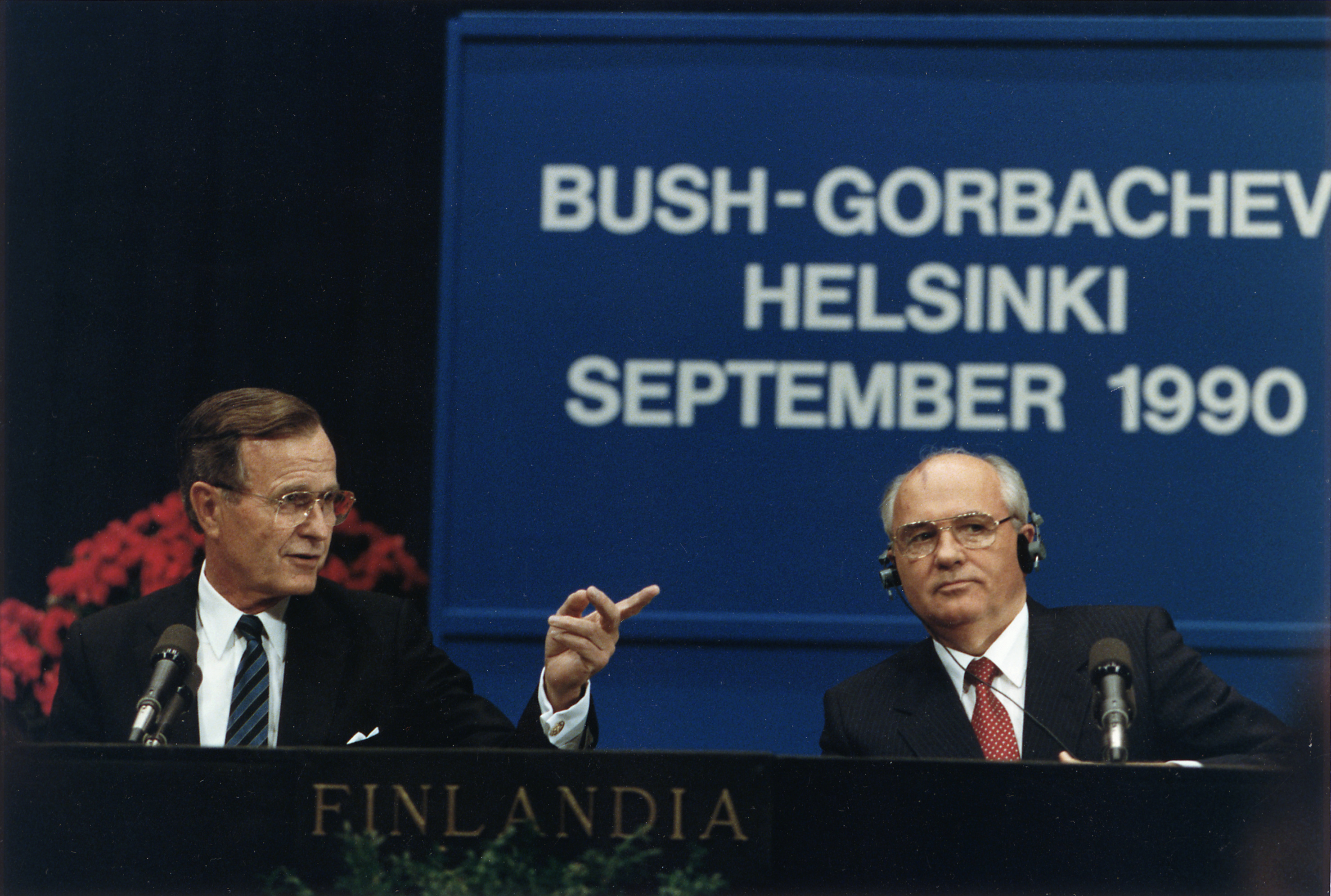
Буш і Горбачов на саміті в Гельсінкі 1990 року

У липні 1991 року Буш і Горбачов підписали Договір про скорочення стратегічних озброєнь — першу велику угоду щодо озброєнь після Договору про ліквідацію ракет середньої і меншої дальності 1987 року. Обидві держави домовилися зменшити свої стратегічні ядерні озброєння на 30 відсотків, а Радянський Союз пообіцяв скоротити сили міжконтинентальних балістичних ракет на 50 відсотків. Водночас американський бізнес почав заходити в лібералізовану радянську економіку, що призвело до того, що відомі американські фірми відкривали свої точки в Російській РФСР. Мабуть, найвідомішим прикладом є McDonald's, перший ресторан якого у Москві викликав культурний шок у спантеличених радянських громадян, які стояли у величезних чергах, щоб купити американську «швидку їжу». Урочисте відкриття першого в СРСР ресторану McDonald's відбулося 31 січня 1990 року на Пушкінській площі Москви, де приблизно 38 000 клієнтів стояли в багатогодинних чергах, побивши тогочасні рекорди компанії.

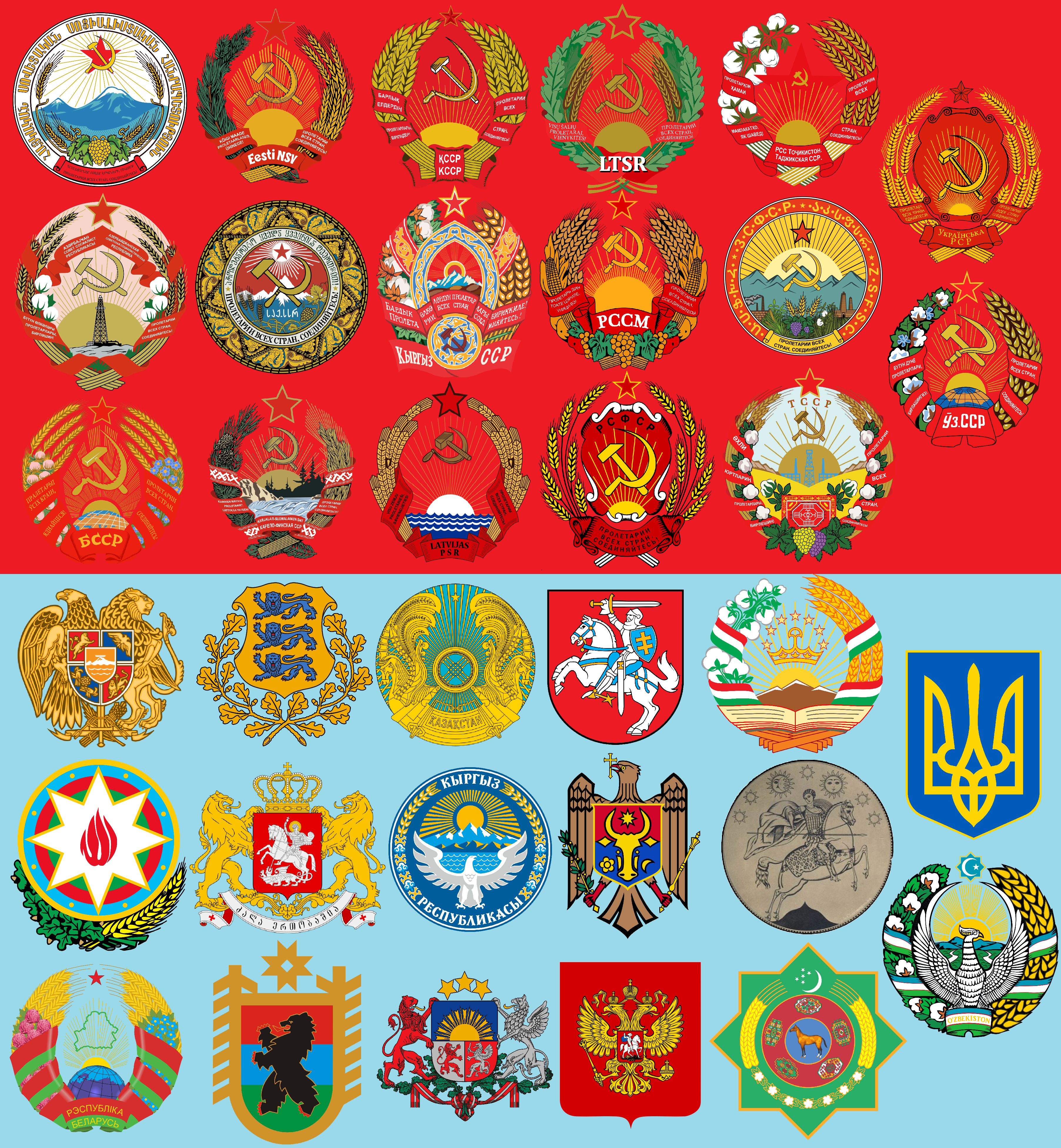
Герби союзних республік (у верхній половині) та герби відповідних незалежних держав після розпаду СРСР (у нижній половині)

У серпні 1991 року ортодоксальні комуністи здійснили спробу державного перевороту проти Горбачова. Хоча заколот швидко вщух, він обвалив залишок влади Горбачова та центрального радянського уряду. Пізніше того ж місяця Горбачов подав у відставку з посади генерального секретаря Комуністичної партії, а президент Російської РФСР Борис Єльцин розпорядився конфіскувати радянське майно. Горбачов залишався при владі на посаді президента Радянського Союзу до 25 грудня 1991 року, коли СРСР остаточно припинив існування. З Радянського Союзу виникло п'ятнадцять держав, причому найбільша за площею і чисельністю населення союзна республіка РРФСР (яка також була засновницею радянської держави після Жовтневого перевороту в Петрограді) перебрала на себе повну відповідальність за всі права та обов'язки СРСР за Статутом Організації Об'єднаних Націй, включаючи фінансові зобов'язання. Таким чином, Росія перетягла на себе членство Радянського Союзу в ООН і постійне членство в Раді Безпеки, ядерні запаси та контроль над збройними силами, а радянські посольства за кордоном стали посольствами Росії. Американсько-радянські відносини фактично переросли в американсько-російські відносини. У лютому 1992 року Буш зустрівся з Єльциним, і вони проголосили нову еру «дружби і партнерства». У січні 1993 року Буш і Єльцин домовилися про договір СНО-2, який передбачав подальше скорочення ядерних озброєнь на додачу до початкового договору СНО-1.